# Fédération portugaise de football
Pour les articles homonymes, voir FPF et UPF.
La Fédération portugaise de football (en portugais Federação Portuguesa de Futebol, en abrégé FPF) est une association portugaise regroupant l'ensemble des clubs de football du Portugal. En 1926, elle succède à l'Union Portugaise de Football (UPF) créée en 1914.

## L'Union portugaise de football (UPF)
Fondée le 31 mars 1914 par trois associations régionales indépendante de Lisbonne, Porto et Portalegre, l'Union Portugaise de Football fut le prédécesseur de l'actuelle Fédération portugaise de football, qui adopta ce nom lors d'un congrès extraordinaire le 28 mai 1926.
Dans les premières années de son existence, l'UPF se limita à organiser des rencontres entre les équipes de Lisbonne et Porto, et de présenter la candidature du Portugal à la FIFA demande qui fut acceptée lors du XIIe Congrès de la FIFA, qui se tint à Genève en mai 1923, et dont le Portugal devint membre.

### Statut
Les Statuts de la UPF étaient composés de cinq articles :
Art. 1er. - Le football portugais est une fédération qui dirige le football sur le territoire de la République portugaise.
Art. 2 - Le siège de l'Union portugaise de football sera à Lisbonne.
Art. 3 - La Fédération portugaise de football a pour rôle : 
- d'organiser, de développer et de contrôler l'enseignement et la pratique du football, sous toutes ses formes, par des joueurs de statuts différents, au Portugal, sur le territoire métropolitain et dans les territoires d'outre-mer,
- de créer et de maintenir un lien entre ses membres individuels, les clubs affiliés, ses districts, ses ligues régionales, la Ligue fédérale du football amateur et la Ligue de football professionnel,
- de défendre les intérêts moraux et matériels du football portugais,
- d'entretenir toutes relations utiles avec les associations étrangères affiliées à la FIFA, les organismes sportifs nationaux et les pouvoirs publics.

Art. 4 - L'union de Football Portugais adopte les règlements de jeux successivement promulgués par la direction de l'Union Européenne de Football Association, elle-même affiliée exclusivement à la Fédération Internationale de Football Association, basée à Amsterdam.
Art. 5 - L’union de football portugais se compose de :
- Les associations régionales
- Ligues et clubs
- Les clubs de supporter

### Actions
L’Union organise la première saison du championnat de football portugais au Portugal en 1922. Fait intéressant, avant même que  le Championnat du Portugal ne débute, la sélection nationale est entrée en activité, fait rarissime dans l'histoire du football international.
En 1926, l'Union portugaise de football cède sa place à l'actuelle Fédération portugaise de football.
Elle est affiliée à la FIFA depuis 1923, membre fondatrice en 1904.

## Rôles de la FPF

### Organisation
La Fédération portugaise de football a pour rôle : 
- d'organiser, de développer et de contrôler l'enseignement et la pratique du football, sous toutes ses formes, par des joueurs de statuts différents, au Portugal, sur le territoire métropolitain et dans les territoires d'outre-mer,
- de créer et de maintenir un lien entre ses membres individuels, les clubs affiliés, ses districts, ses ligues régionales, la Ligue fédérale du football amateur et la Ligue de football professionnel,
- de défendre les intérêts moraux et matériels du football portugais,
- d'entretenir toutes relations utiles avec les associations étrangères affiliées à la FIFA, les organismes sportifs nationaux et les pouvoirs publics.

### Compétitions
La FPF délègue à la Ligue la gestion du football professionnel (Primeira Liga, Segunda Liga et la Taça da Liga). 
À l'échelon régional et local, les Ligues et les districts prennent le relais de la FPF, mais toujours sous l'autorité de cette dernière.

### Présidents de la PFP
- Pedro Proença depuis 2025
- Fernando Soares Gomes da Silva de 2011 à 2025
- Gilberto Madaíl de 1996 à 2011
- Vitor Vasques de 1993 à 1996
- Lopes da Silva de 1992 à 1993
- João Rodrigues de 1989 à 1992
- Silva Resende de 1983 à 1989
- Romão Martins de 1981 à 1983
- Morais Leitão de 1979 et 1980
- António Ribeiro Magalhães 1976, 1980 et 1981
- António Marques de 1976 à 1979
- Jorge Fagundes de 1974 à 1976
- Martins Canaverde de 1972 à 1974
- Matos Correia de 1970 à 1971
- Jorge Saraiva de 1971 à 1972
- Cazal Ribeiro de 1967 à 1969
- Justino Pinheiro Machado de 1963 à 1967
- Francisco Mega de 1960 à 1963
- Paulo Sarmento en 1960
- Maia Loureiro de 1951 à 1954 et en 1957/1960
- Ângelo Ferrari 1954 à 1957
- André Navarro 1946 à 1951
- Juíz Bento Coelho da Rocha 1944 à 1946
- Pires de Lima 1943 à 1944
- Cruz Filipe 1934 à 1942
- Raúl Vieira  en 1934
- Abílio Lagoas de 1931 à 1932
- Salazar Carreira de 1930 à 1931
- Luís Plácido de Sousa en 1929
- João Luís de Moura de 1927 à 1928
- Franklin Nunes de 1925 à 1927
- Luís Peixoto Guimarães de 1922 à 1925
- Sá e Oliveira de 1914 à 1922

### Les Ligues régionales de la FPF

#### Zone continent
| - Ligue du Alentejo de football - Ligue de Algarve de football - Ligue du Centro de football - Ligue de Lisboa de football - Ligue du Norte de football |

#### Zone outre-mer
| - Ligue de Açores de football - Ligue de Madeira de football |

## Les championnats de la Primeira Liga aux Districts
| Niveau | Championnat                                                          | Championnat                                                          | Championnat                                                          | Championnat                                                          | Championnat                                                          | Championnat                                                          | Championnat                                                          | Championnat                                                          | Championnat                                                          | Championnat                                                          | Championnat                                                          | Championnat                                                          | Championnat                                                          | Championnat                                                          | Championnat                                                          | Championnat                                                          |
| 1      | Primeira Liga 18 clubs Statut professionnel                          | Primeira Liga 18 clubs Statut professionnel                          | Primeira Liga 18 clubs Statut professionnel                          | Primeira Liga 18 clubs Statut professionnel                          | Primeira Liga 18 clubs Statut professionnel                          | Primeira Liga 18 clubs Statut professionnel                          | Primeira Liga 18 clubs Statut professionnel                          | Primeira Liga 18 clubs Statut professionnel                          | Primeira Liga 18 clubs Statut professionnel                          | Primeira Liga 18 clubs Statut professionnel                          | Primeira Liga 18 clubs Statut professionnel                          | Primeira Liga 18 clubs Statut professionnel                          | Primeira Liga 18 clubs Statut professionnel                          | Primeira Liga 18 clubs Statut professionnel                          | Primeira Liga 18 clubs Statut professionnel                          | Primeira Liga 18 clubs Statut professionnel                          |
| 2      | Segunda Liga 18 clubs Statut professionnel                           | Segunda Liga 18 clubs Statut professionnel                           | Segunda Liga 18 clubs Statut professionnel                           | Segunda Liga 18 clubs Statut professionnel                           | Segunda Liga 18 clubs Statut professionnel                           | Segunda Liga 18 clubs Statut professionnel                           | Segunda Liga 18 clubs Statut professionnel                           | Segunda Liga 18 clubs Statut professionnel                           | Segunda Liga 18 clubs Statut professionnel                           | Segunda Liga 18 clubs Statut professionnel                           | Segunda Liga 18 clubs Statut professionnel                           | Segunda Liga 18 clubs Statut professionnel                           | Segunda Liga 18 clubs Statut professionnel                           | Segunda Liga 18 clubs Statut professionnel                           | Segunda Liga 18 clubs Statut professionnel                           | Segunda Liga 18 clubs Statut professionnel                           |
| 3      | Liga 3 20 clubs Statut semi-professionnel                            | Liga 3 20 clubs Statut semi-professionnel                            | Liga 3 20 clubs Statut semi-professionnel                            | Liga 3 20 clubs Statut semi-professionnel                            | Liga 3 20 clubs Statut semi-professionnel                            | Liga 3 20 clubs Statut semi-professionnel                            | Liga 3 20 clubs Statut semi-professionnel                            | Liga 3 20 clubs Statut semi-professionnel                            | Liga 3 20 clubs Statut semi-professionnel                            | Liga 3 20 clubs Statut semi-professionnel                            | Liga 3 20 clubs Statut semi-professionnel                            | Liga 3 20 clubs Statut semi-professionnel                            | Liga 3 20 clubs Statut semi-professionnel                            | Liga 3 20 clubs Statut semi-professionnel                            | Liga 3 20 clubs Statut semi-professionnel                            | Liga 3 20 clubs Statut semi-professionnel                            |
| 4      | Campeonato de Portugal 56 clubs Statut semi-professionnel ou amateur | Campeonato de Portugal 56 clubs Statut semi-professionnel ou amateur | Campeonato de Portugal 56 clubs Statut semi-professionnel ou amateur | Campeonato de Portugal 56 clubs Statut semi-professionnel ou amateur | Campeonato de Portugal 56 clubs Statut semi-professionnel ou amateur | Campeonato de Portugal 56 clubs Statut semi-professionnel ou amateur | Campeonato de Portugal 56 clubs Statut semi-professionnel ou amateur | Campeonato de Portugal 56 clubs Statut semi-professionnel ou amateur | Campeonato de Portugal 56 clubs Statut semi-professionnel ou amateur | Campeonato de Portugal 56 clubs Statut semi-professionnel ou amateur | Campeonato de Portugal 56 clubs Statut semi-professionnel ou amateur | Campeonato de Portugal 56 clubs Statut semi-professionnel ou amateur | Campeonato de Portugal 56 clubs Statut semi-professionnel ou amateur | Campeonato de Portugal 56 clubs Statut semi-professionnel ou amateur | Campeonato de Portugal 56 clubs Statut semi-professionnel ou amateur | Campeonato de Portugal 56 clubs Statut semi-professionnel ou amateur |